# Icar Air
Icar Air je privatna zrakoplovna tvrtka smještena u Tuzli, Bosna i Hercegovina. Tvrtka se bavi prijevozom robe zračnim putem. Nakon ukidanja dozvole za letenje BH Airlines-u u srpnju 2015. godine, Icar Air ostaje jedina registrirana zrakoplovna tvrtka sa sjedištem u Bosni i Hercegovini sve do 11. siječnja 2019. kada tvrtka FlyBosnia dobiva dozvolu za letenje.

## Operacije
Tvrtka je osnovana u srpnju 2000. godine u Tuzli s ciljem brzog prijevoza robe, prvenstveno pošte i poštanskih paketa, između zračna luke Sarajevo i drugih aerodroma u Europi. Tijekom godina, Icar Air je vršio najam kargo aviona različitih veličina u skladu sa svojim operativnim potrebama. Kompanija već dugi niz godina ima potpisan ugovor o suradnji s tvrtkom DHL Aviation u području poštanskog zrakoplovnig prijevoza između Sarajeva i Ancone.

## Flota
Od travnja 2019. godine, Icar Air raspolaže sljedećim avionom:
- 2 Let L-410 Turbolet UVP-E

Tvrtka je imala u najmu sljedeće avione:
- 2 Let L-410 Turbolet UVP-E
- 1 Boeing 737-300

## Nesreće
5. ožujka 2015. godine, Icar Air avion, Let L-410, je oko 19:30 sati sletio na nos piste zračna luke u Ankoni zbog jakog vjetra i nevremena. Nitko od tri člana posade nije ozlijeđen, a štete nije bilo ni na robi koju je avion prevozio. Na avionu je učinjena manja materijalna šteta, dok pista Aerodroma u Anconi nije pretrpjela nikakva oštećenja. Aerodrom je obustavio letove neposredno nakon nesreće, ali je uspostavio normalne operacije nekoliko sati kasnije.